# Adromischus maculatus
Adromischus maculatus és una espècie de planta suculenta del gènere Adromischus, que pertany a la família Crassulaceae.

## Taxonomia
Adromischus maculatus Lem. va ser descrita per (Salm-Dyck) Charles Antoine Lemaire i publicada a Jard. Fleur. 2, Misc. 60 (1852).